# 陳子鴻
陳子鴻（英語：Eric Chen，1965年5月31日—），台灣資深音樂製作人和經紀人，喜歡音樂創辦人兼總經理、AKB48 Team TP顧問，臺灣師範大學兼任副教授。製作資歷超過25年，至今製作超過三百張專輯唱片，其中不乏許多膾炙人口的經典歌曲，並且培養出許多新生代音樂人，華語樂壇重量級的金牌音樂製作人，也是台灣少見的國、台語製作皆擅長，而今仍保持在第一線製作也持續產出作品的資深音樂人。目前，專注於推動華語流行音樂的發展，參與各項創作、音樂人才的評選及培育，並於各地與年輕學子分享流行音樂的實作經驗。同時以專業音樂經理人的角色，成功推動天后江蕙的巡迴演唱會、經營【喜歡音樂】品牌，並於2015年獲頒經理人雜誌百大經理人MVP。

## 學歷
- 臺北市立建國高級中學
- 政治大學社會學系學士
- 憲兵學校預官班38期-憲兵司令部軍樂社 軍樂官（憲兵少尉退伍）
- 政治大學經營管理碩士學程（EMBA）碩士

## 經歷
陳子鴻高中時，與吉他社同學玩樂團，當時蔡藍欽還是團裡的鍵盤手。唸政大社會系時，他也搞學校重金屬樂團，還取名為“YA樂團”，團友現任立委羅致政擔任電貝士手。大三時YA樂團貼海報徵貝斯手與主唱，當時唸大一的張雨生跑來應徵主唱，看到張雨生個子小卻騎著DT摩托車、留著香菇頭，陳子鴻心裡嘲笑著：“憑你這個樣也能唱歌？”想不到，張雨生唱了一首英文歌“DESERT MOON”，飆出的漂亮高音，讓陳子鴻刮目相看，順利將政大樂團交棒給張雨生， 當時吉他社的團員還有陶晶瑩。
1999年9月，創辦喜歡音樂Enjoy Music，為戴佩妮推出首張全創作專輯，並從事全方位音樂經紀事業，同時培養與募集出一群台灣音樂圈的優異人才與團隊，旗下擁有藝人、製作人、詞曲創作、編曲、樂手、錄音等完善資源，更斥資百萬打造專屬錄音室，成為台灣最具規模的音樂經紀製作公司。
2018年8月，出任AKB48 Team TP營運公司好言娛樂有限公司總經理，負責主導AKB48 Team TP後續營運事宜。
2021年1月從AKB48 Team TP總經理离职，轉任顧問。
寶麗金唱片製作人
EMI唱片音樂總監
福茂唱片製作總監
環球國際唱片音樂總監
江蕙初登場演唱會、戲夢演唱會音樂總監
中視超級星光大道客座評審
三立超級紅人榜評審
中視金曲超級星評審主席
明日之星評審
學學文創、政大商學院客座講師
政大駐校藝術節2011節目總策劃
101年台灣原創音樂大獎 評審總召
第三屆 金音創作獎 評審團總召
江蕙 鏡花水月演唱會經理人暨音樂總監
三立超級偶像八 學員導師
江蘇衛視全能星戰節目 歌手導師
江蕙 祝福演唱會經理人暨音樂總監
第29、35屆流行金曲獎評審團主席
喜歡音樂唱片股份有限公司創辦人兼總經理
好言娛樂有限公司顧問兼AKB48 Team TP營運顧問

## 作品

### 戲劇
- 2013年K歌·情人·夢飾陳子鴻

### 合作過的歌手
江蕙、張惠妹、李玟、許茹芸、戴佩妮、蕭亞軒、孫燕姿、江美琪、A-Lin、周蕙、梁詠琪、藍心湄、趙詠華、黃小琥、順子、彭佳慧、劉德華、張學友、黎明、陳曉東、譚詠麟、蘇永康、杜德偉、張衛健 、許志安、古巨基、張信哲、陳奕迅、陳小春、高明駿、張智霖、張衛健、吳宗憲、張菲、歐陽菲菲、曾慶瑜、金元萱、侯湘婷、邰正宵、蘇慧倫、潘瑋柏、弦子、梁文音 、李千娜、郁可唯、 任賢齊、方炯鑌、小安、信、羅志祥、王力宏、B.A.D、草蜢、錦繡二重唱、王彩樺、吳申梅、黃少谷 (藝人)、李克勤、王馨平、黎瑞恩……等等，不計其數。

## 近期參與製作專輯作品
| 年份      | 歌手/歌名 | 備註 |
| --------- | --- | ---- |
| 2000-2005 | 戴佩妮 / 怎樣 孫燕姿 / 風箏 B.A.D / All I 蕭亞軒 / 4U Energy / E3 Energy/ Hey You 潘瑋柏 / WuHa Twins / 見習愛神 潘瑋柏 / 高手 杜德偉 / I Believe 張惠妹 / 真實 戴佩妮 / Just Sing It 許慧欣 / 美麗的愛情 潘瑋柏 / 我的麥克風 張菲/ When I Fall In Love 杜德偉 / 脫掉 江蕙 / 愛作夢的魚 戴佩妮 / 愛瘋了 |      |
| 2006      | 張惠妹 / 我要快樂 蘇慧倫 / 蘇慧倫同名專輯 天堂來的孩子 / 電視原聲帶 戴佩妮 / iPenny |      |
| 2007      | 江蕙 / 博杯 弦子 / 首張同名專輯 蘇慧倫 / 蘇慧倫，左撇子，旋轉門。 張惠妹 / Star 迪克牛仔 / 風飛沙 邰正宵 / 我不配 |      |
| 2008      | 弦子 /不愛最大 江蕙 /甲你攬牢牢 梁文音 /我不是你想像那麼勇敢 方炯鑌 /壞人 |      |
| 2009      | 黃小琥 /沒那麼簡單 戴佩妮 /原諒我就是這樣的女生 江蕙 /《初登場》『演唱會實況專輯』 |      |
| 2010      | 江蕙 /當時欲嫁 王彩樺 /有唱有保庇 郁可唯 /指望 |      |
| 2011      | 信、A-Lin /狂風裡擁抱 江蕙 /溫溫的 郁可唯 /好朋友只是朋友 郁可唯 /已經與他無關 |      |
| 2012      | 張杰 /第一夫人 信 /暗藏後悔 吳申梅/思念無罪 |      |
| 2013      | 李玟 / 盛開 江蕙 /遠走高飛 江蕙 /《戲夢》『演唱會實況專輯』 |      |
| 2014      | 梁文音 /我們 蘇永康 / 一人獨得 周興哲 /再愛你 |      |
| 2015      | 江蕙 /《鏡花水月》『演唱會實況專輯』 |      |

## 外部連結
- 陳子鴻的新浪微博
- 陳子鴻的Facebook專頁
- 陳子鴻的Instagram帳戶

1. ↑  劉衛莉. . 自由時報 (自由娛樂). 2016/12/16  [2024-07-25]. （原始内容存档于2024-07-27）.